# Chelonus ventosus
Chelonus ventosus är en stekelart som först beskrevs av Vladimir Ivanovich Tobias 1989.  Chelonus ventosus ingår i släktet Chelonus och familjen bracksteklar. Inga underarter finns listade i Catalogue of Life.